# Белихгхерстова пушка
Белихгхерстова пушка (енгл. Billinghurst Requa Battery gun) била је брзометно вишецевно ватрено оружје, које се користило у Америчком грађанском рату (1861-1865).

## Историја
Средином 19. века вршени су покушаји да се брзина гађања ватреног оружја повећа израдом специјалних оруђа са више пушчаних цеви. По броју цеви, њиховом распореду, калибру и начину пуњења и опаљења била су врло различита. У Америчком грађанском рату (1861-1865) употребљавана су три таква оруђа: Белихгхерстова пушка, Венденбергова пушка и Гетлингов топ.
Белингхерстова пушка за одбрану мостова (енгл. covered bridge gun) имала је 25 цеви у хоризонталној равни, а затварач је био са комором (за смештај барутних пуњења и зрна), поред чијих су отвора пролазиле припале (нит барута). Каписла је палила припалу која је затим једновремено опаљивала свих 25 цеви.